# Brandan Craig
Brandan Craig (* 7. April 2004 in Philadelphia) ist ein US-amerikanischer Fußballspieler.

## Karriere
Aus der Academy von Philadelphia Union wechselte er auf Leihbasis im Juli 2020 zu Philadelphia Union II, dem Farm-Teams des Franchises, in die USLC. Seit der Saison 2021 spielt er auch in der ersten Mannschaft. Am 9. Juli 2022 kam er gegen D.C. United zu seinem Debüt in der MLS. Im Sommer 2023 wurde er ligaintern für den Rest der Saison an den Austin FC verliehen, anschließend wechselte er, ebenfalls auf Leihbasis, in die USL Championship zu El Paso Locomotive.
Im Februar 2025 wechselte er zu CF Montreal.